# Henry Raeburn

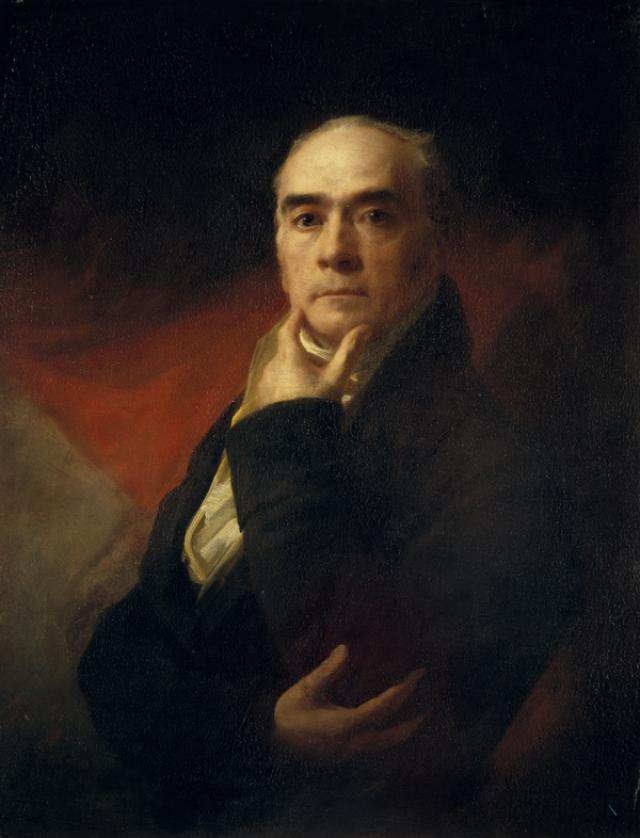
Selbstporträt von Sir Henry Raeburn, Öl auf Leinwand, um 1820

Sir Henry Raeburn (* 4. März 1756 in Stockbridge bei Edinburgh; † 8. Juli 1823 in Edinburgh) war ein schottischer Porträtmaler der Romantik. Raeburn gilt neben Sir David Wilkie als der Begründer der Schottischen Schule der Malerei.

## Leben
Henry Raeburn studierte an der George Heriot’s School in Edinburgh, gegründet 1628 vom königlichen Goldschmied George Heriot. Im Alter von 15 Jahren ließ er sich zum Goldschmied ausbilden, wandte sich bald Gravurarbeiten zu und avancierte danach zum bedeutendsten Porträtmaler von Edinburgh.

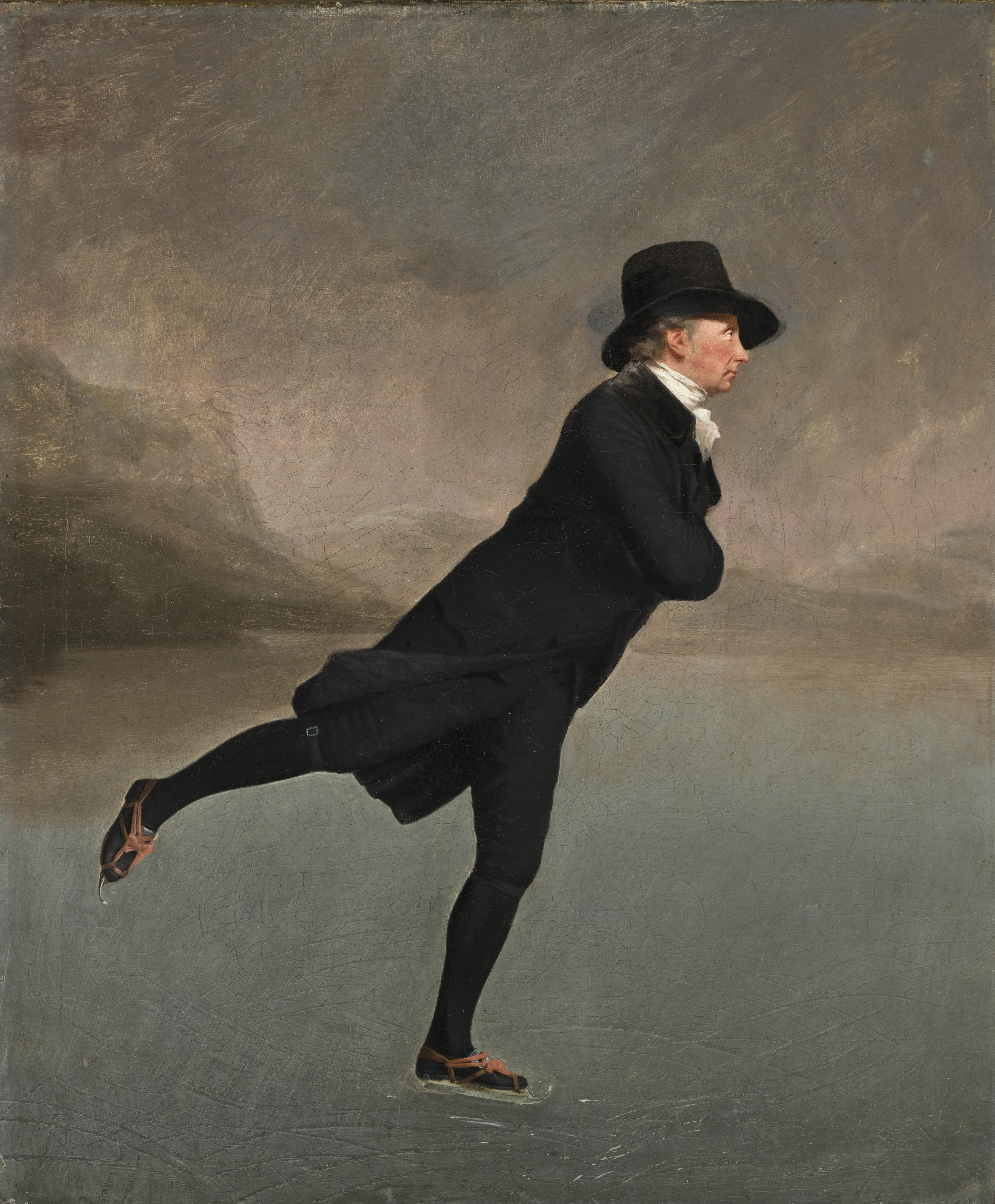
Reverend Robert Walker beim Schlittschuhlaufen, Öl auf Leinwand, 1790er Jahre. Dieses berühmte Bild ist unsigniert, die traditionelle Zuschreibung an Raeburn wird mittlerweile angezweifelt

Mit vierundzwanzig heiratete Henry Raeburn die reiche und elf Jahre ältere Witwe des Grafen Leslie, Ann Edgar. Ihre finanziellen Mittel erlaubten ihm, in London (1784) Sir Joshua Reynolds, den führenden Porträtisten seiner Zeit, zu besuchen, vermutlich auf dem Weg zu Raeburns zweijährigen Aufenthalt in Rom zwischen 1784 und 1786. Die Reise war künstlerisch von großer Bedeutung, und der Einfluss der Werke von Pompeo Batoni, Gavin Hamilton oder Giovanni Romanelli wirkte sich noch in wesentlich späteren Porträts aus. Besonders die Beobachtung der Lichtwirkung faszinierte Raeburn.
Sir Henry Raeburn, der 1822 von König Georg IV. zum Ritter geschlagen und zum „Maler Seiner Majestät in Schottland“ (His Majesty’s Limner for Scotland) ernannt wurde, hatte sein Leben lang ein ambivalentes Verhältnis zu England. Im Jahr 1810 erwog er, nach London zu ziehen, um dann doch in Edinburgh zu bleiben. Regelmäßig sandte er seine Werke an die Royal Academy of Arts, wo er 1815 auch volles Akademiemitglied wurde. 1820 wurde er zum Fellow der Royal Society of Edinburgh gewählt.

Werke (Auswahl)
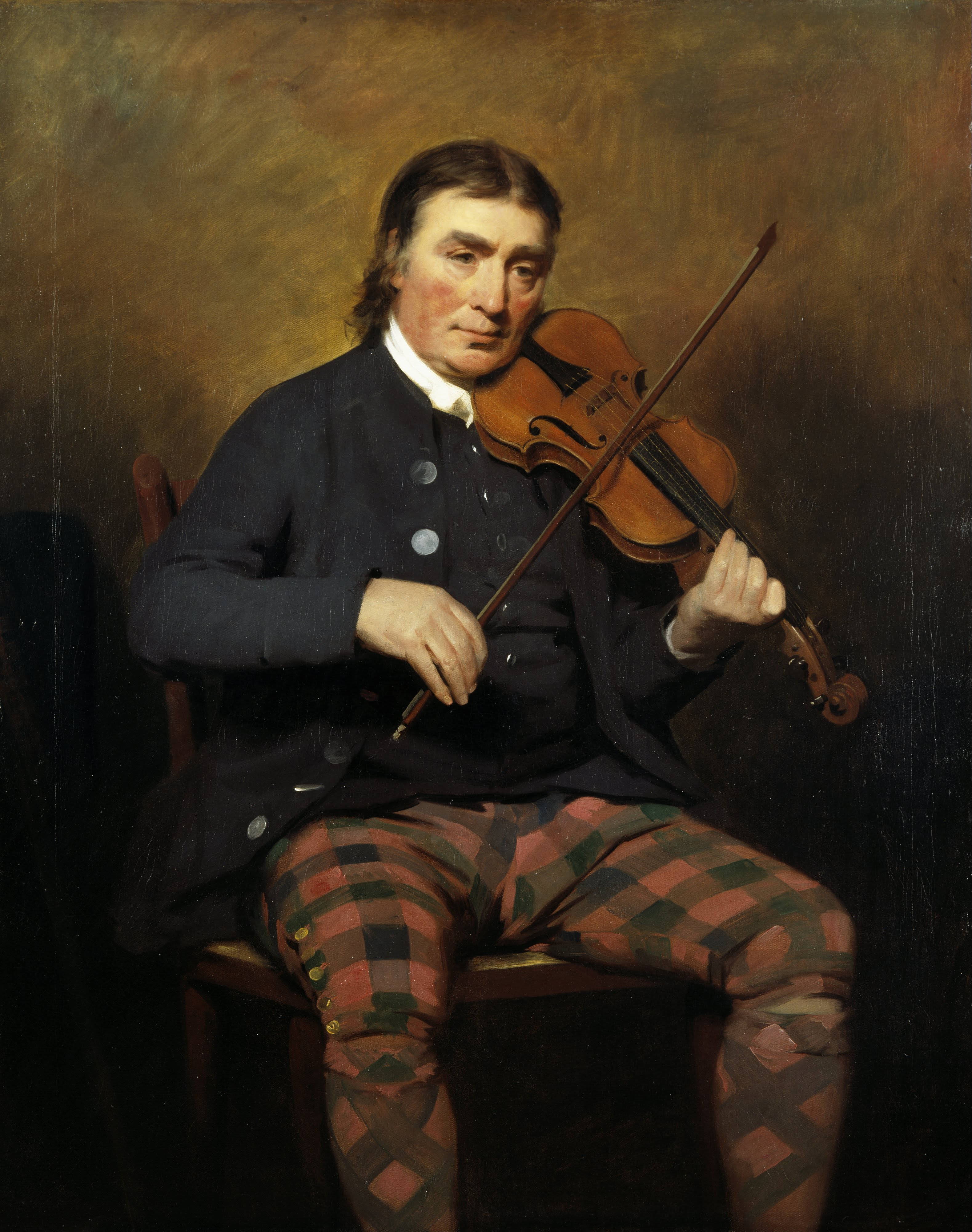
Der Violinist und Komponist Niel Gow (1727 - 1807), 1787, 123,2 × 97,8 cm, Scottish National Gallery, Edinburgh
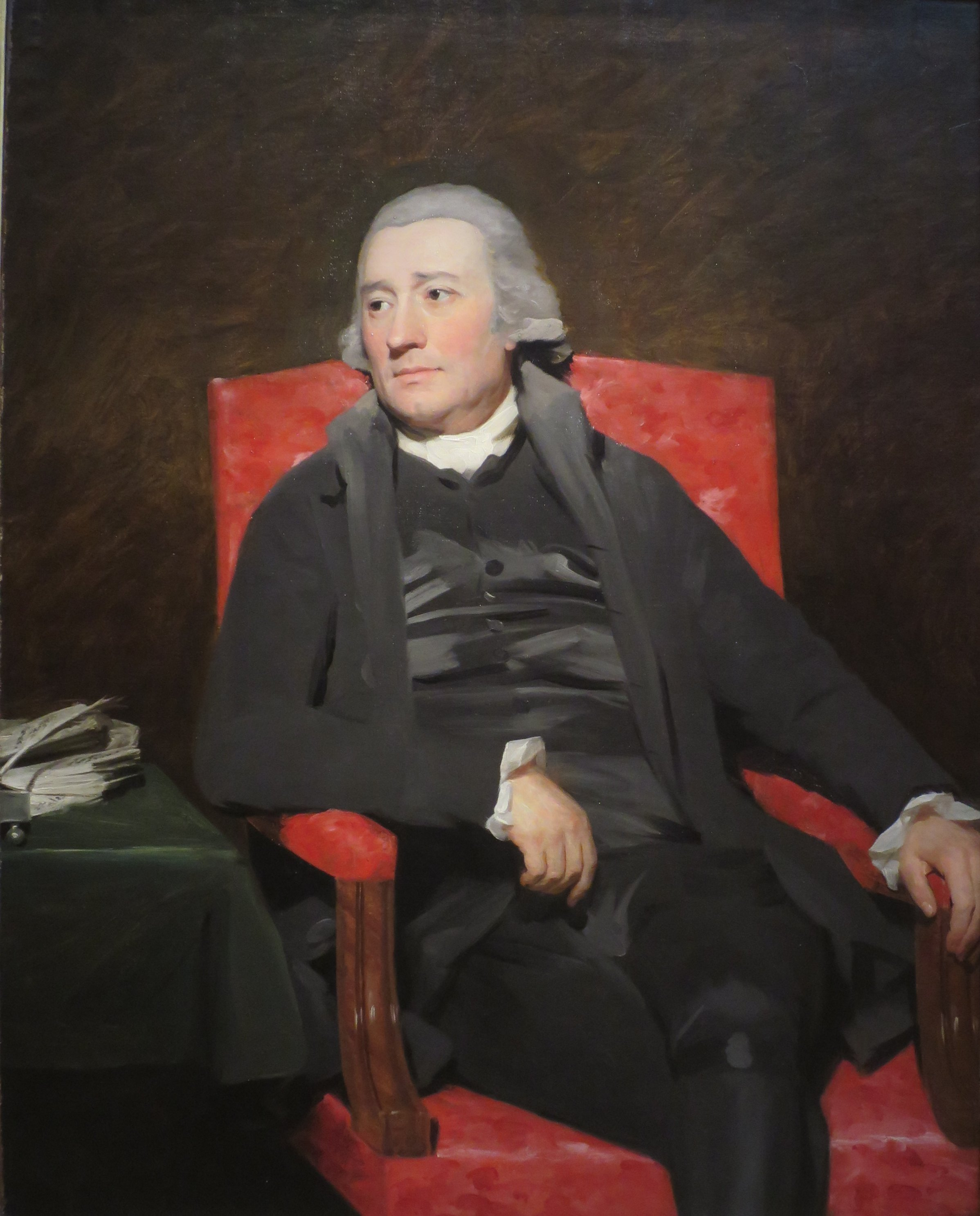
John Tait of Harviestoun, um 1790, California Palace of the Legion of Honour
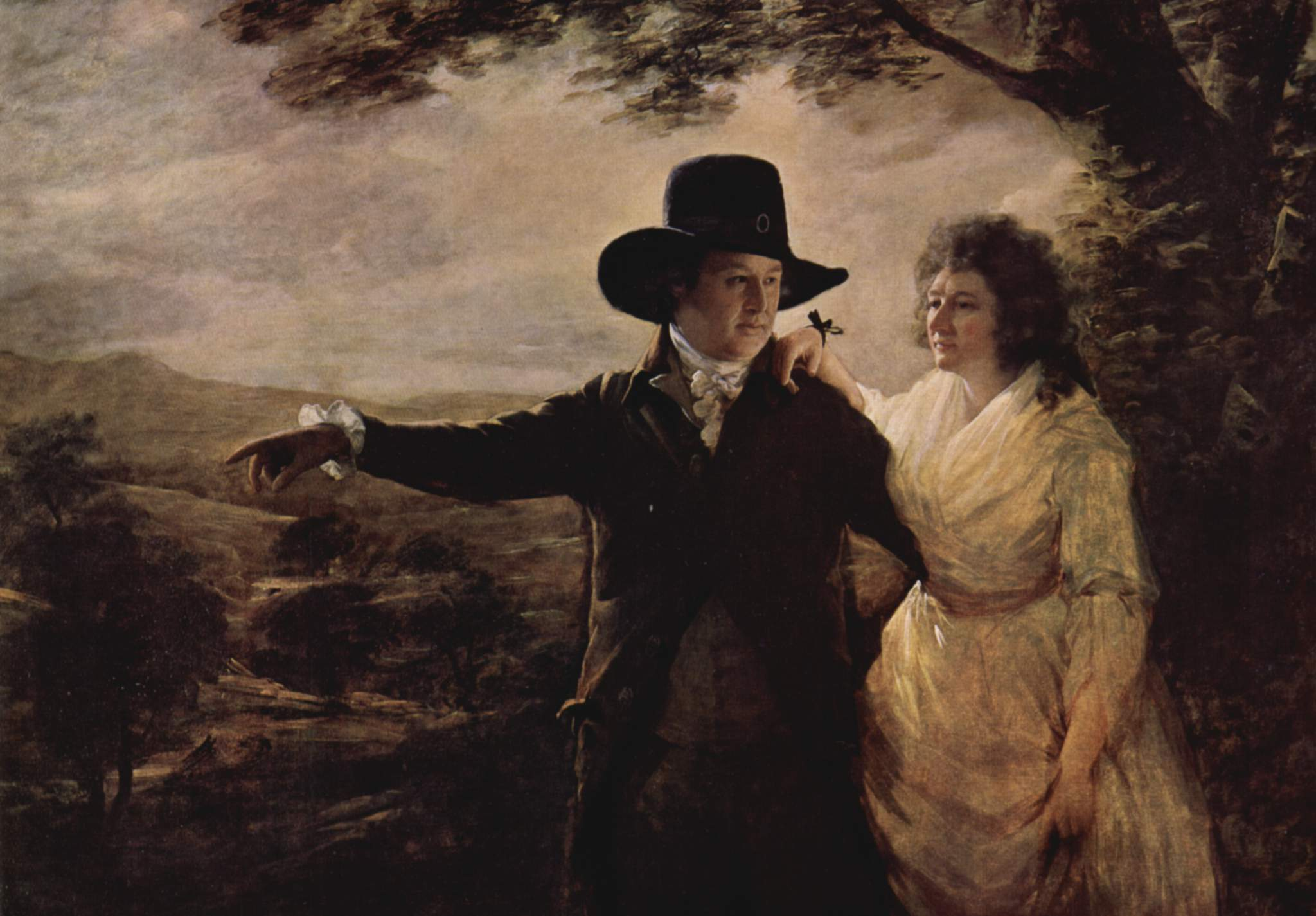
Sir John und Lady Clerk, um 1790, 145 × 206 cm, Sammlung Sir Alfred Beit
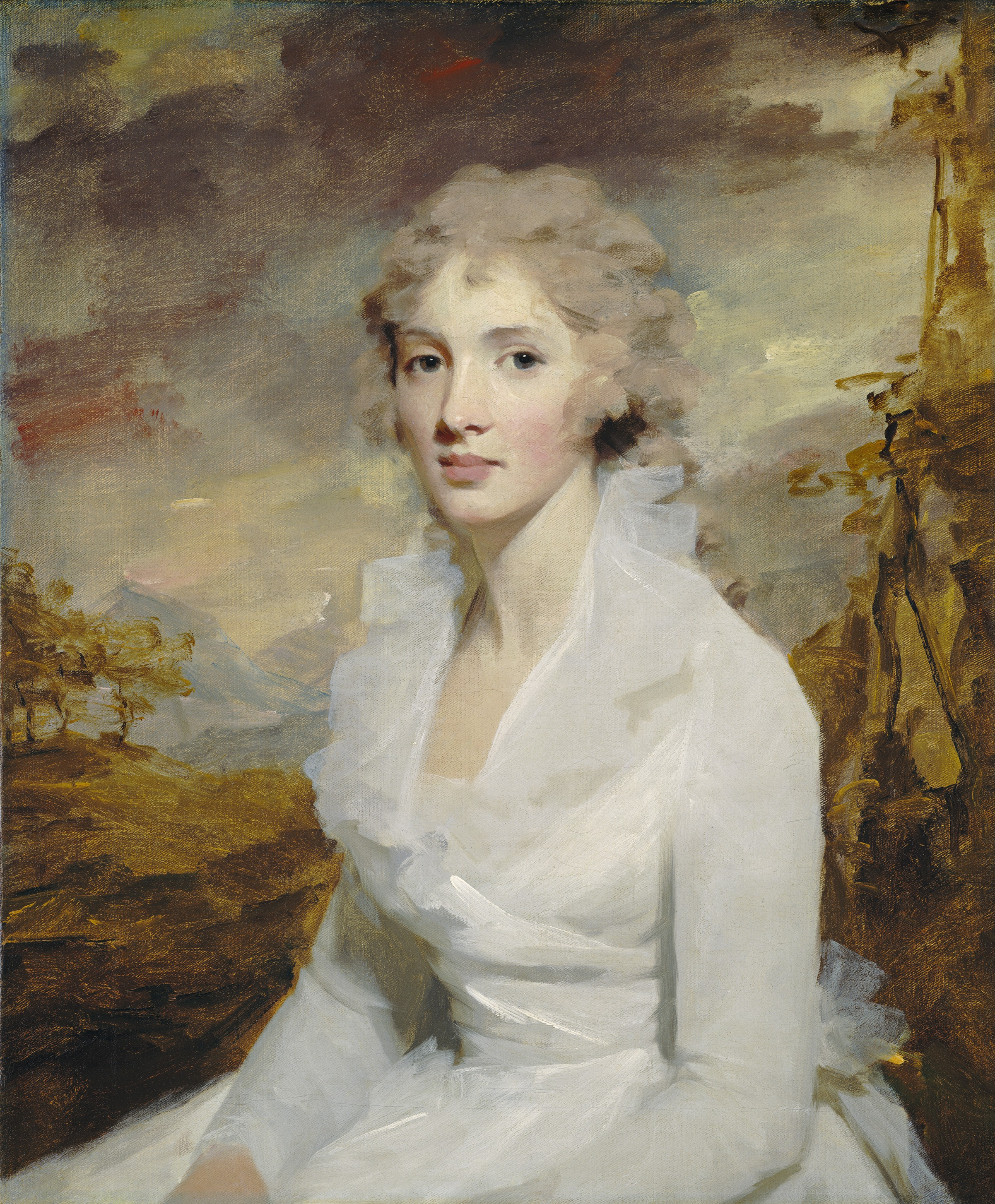
Ms. Eleanor Urquhart, ca. 1793, 75 × 62 cm, National Gallery of Art, Washington D.C.
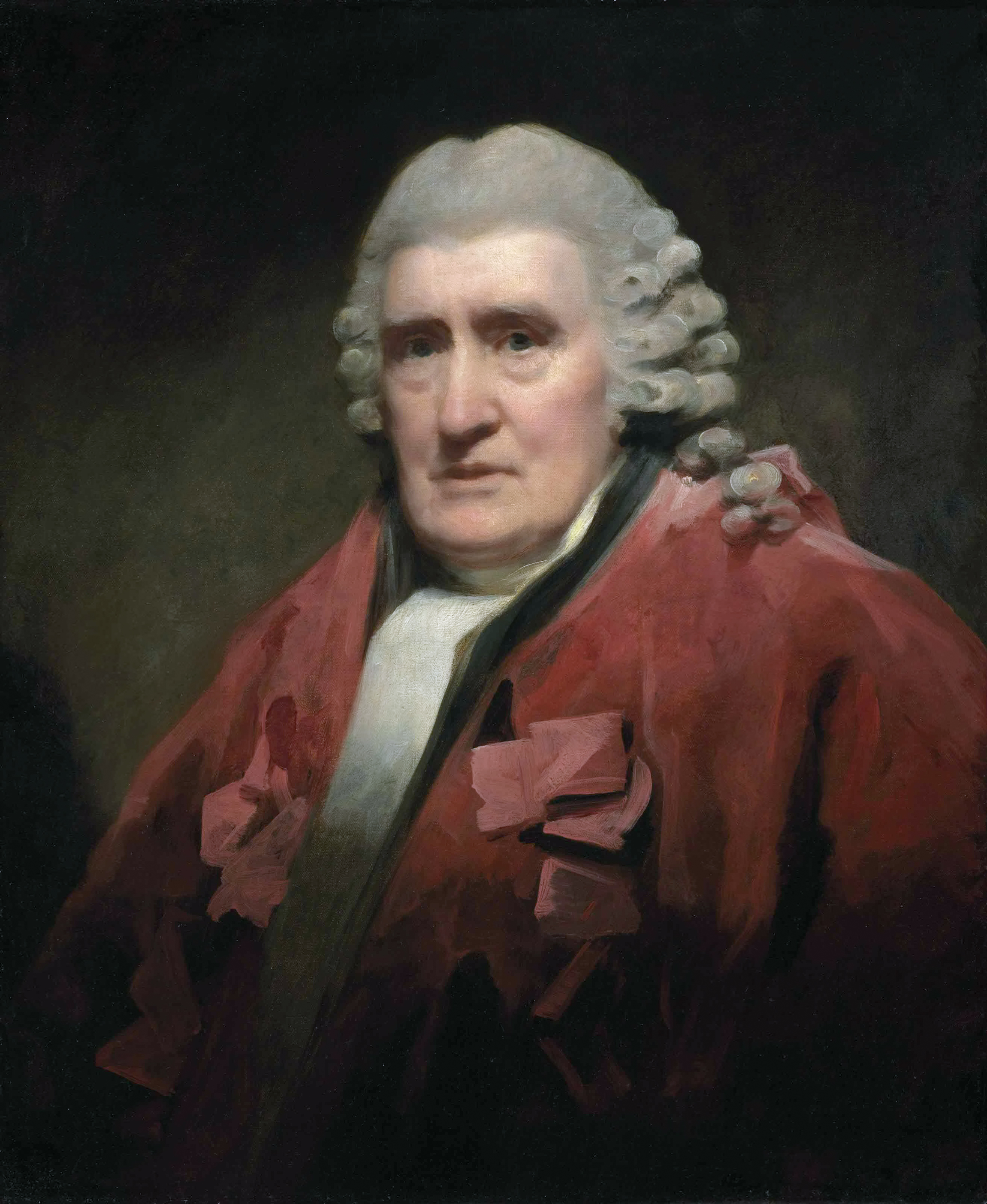
William Baillie, Lord Polkemmet, undatiert, 76,2 × 63,5 cm, Privatsammlung
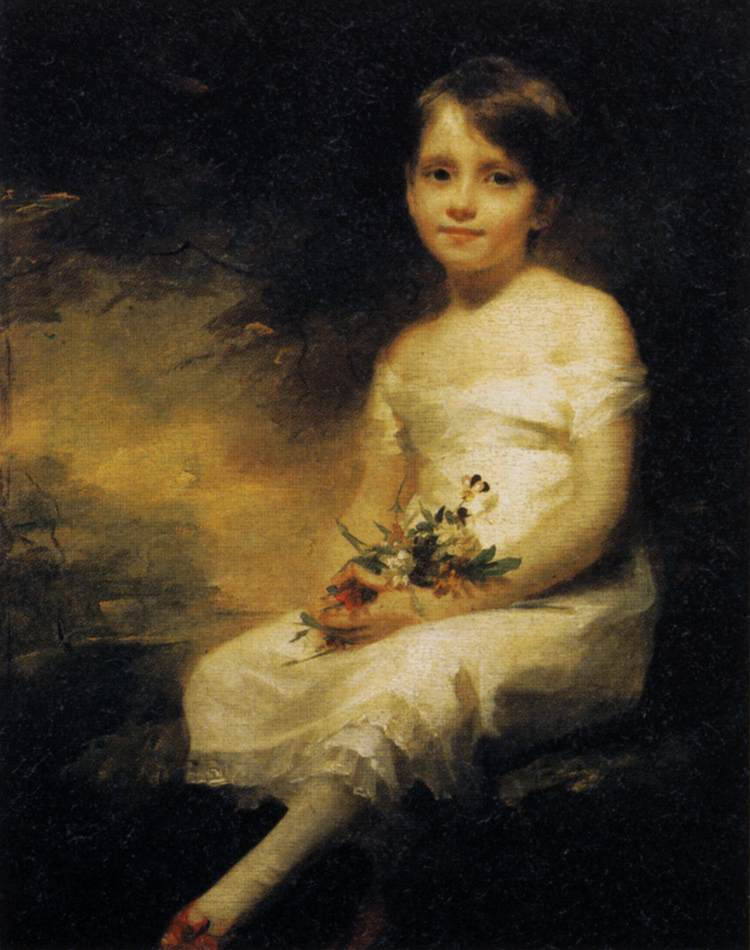
Mädchen mit Blumen, 1798–1800, Louvre, Paris
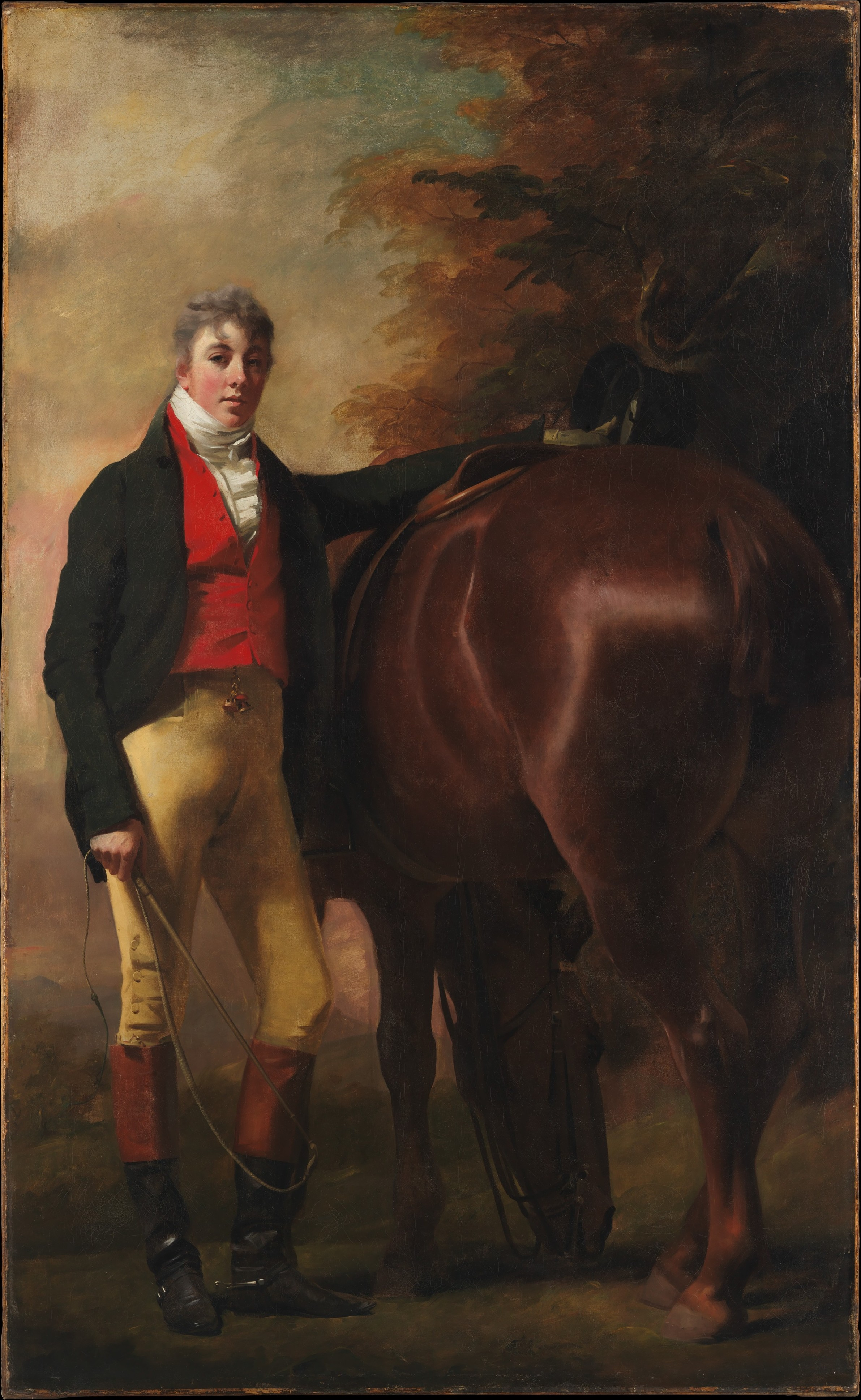
George Harley Drummond (1783–1855), ca. 1808, 239,4 × 147,3 cm, Metropolitan Museum of Art, New York
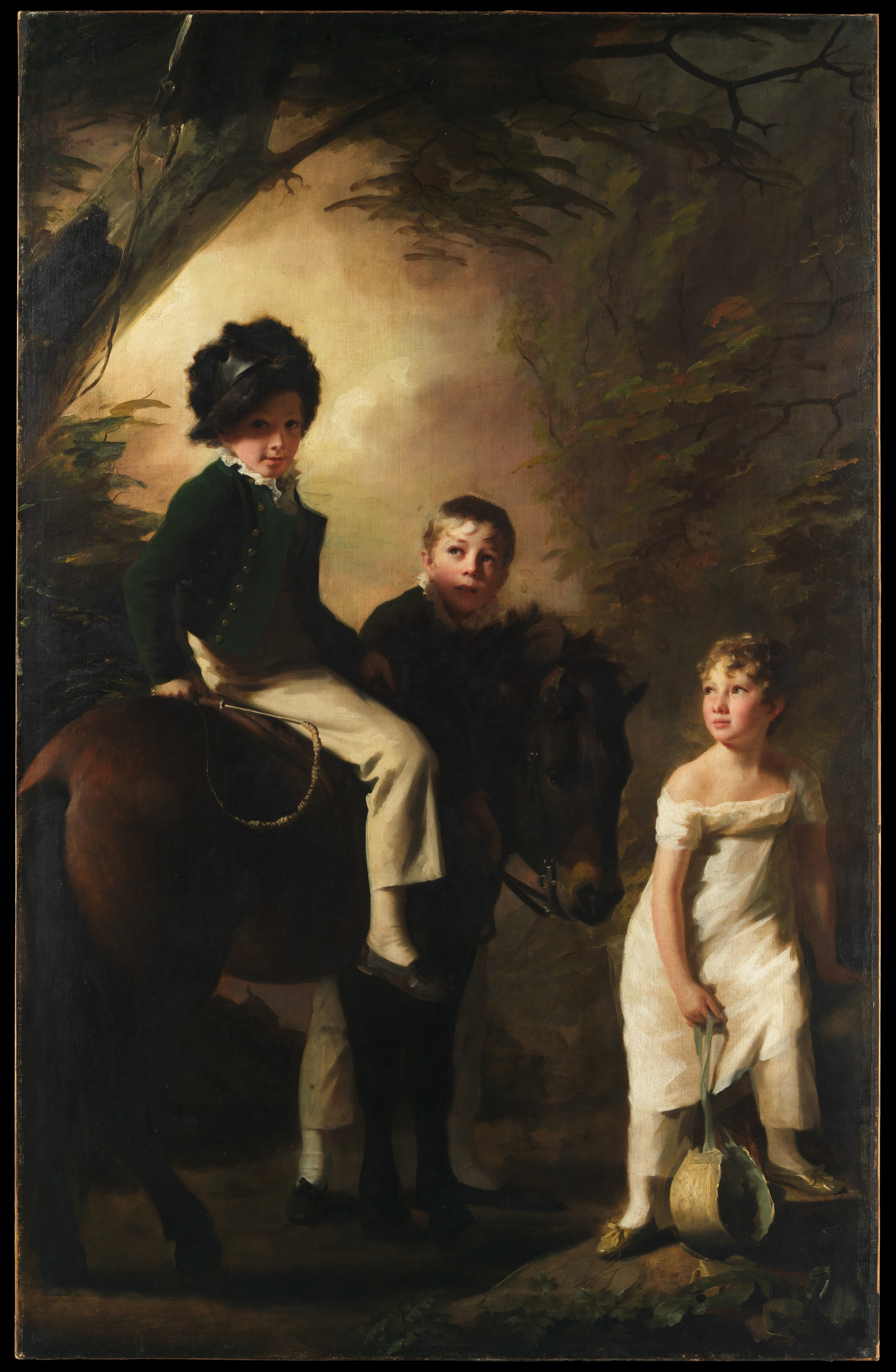
Die Drummond Kinder, ca. 1808, 239,4 × 153 cm, Metropolitan Museum of Art, New York
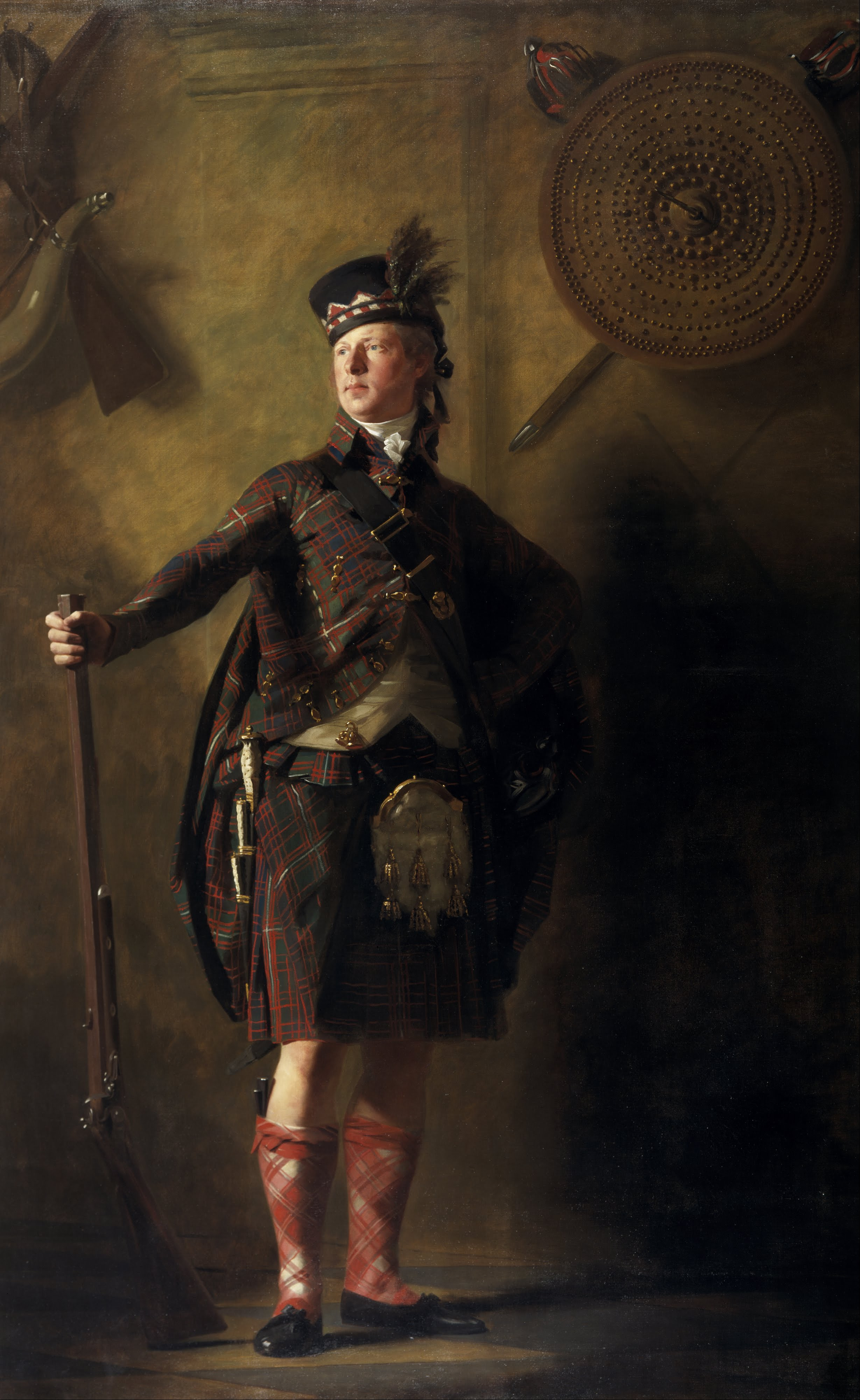
Colonel Alastair Ranaldson Macdonell of Glengarry (1771 - 1828), 1812, 241,9 × 151,1 cm, Scottish National Gallery, Edinburgh
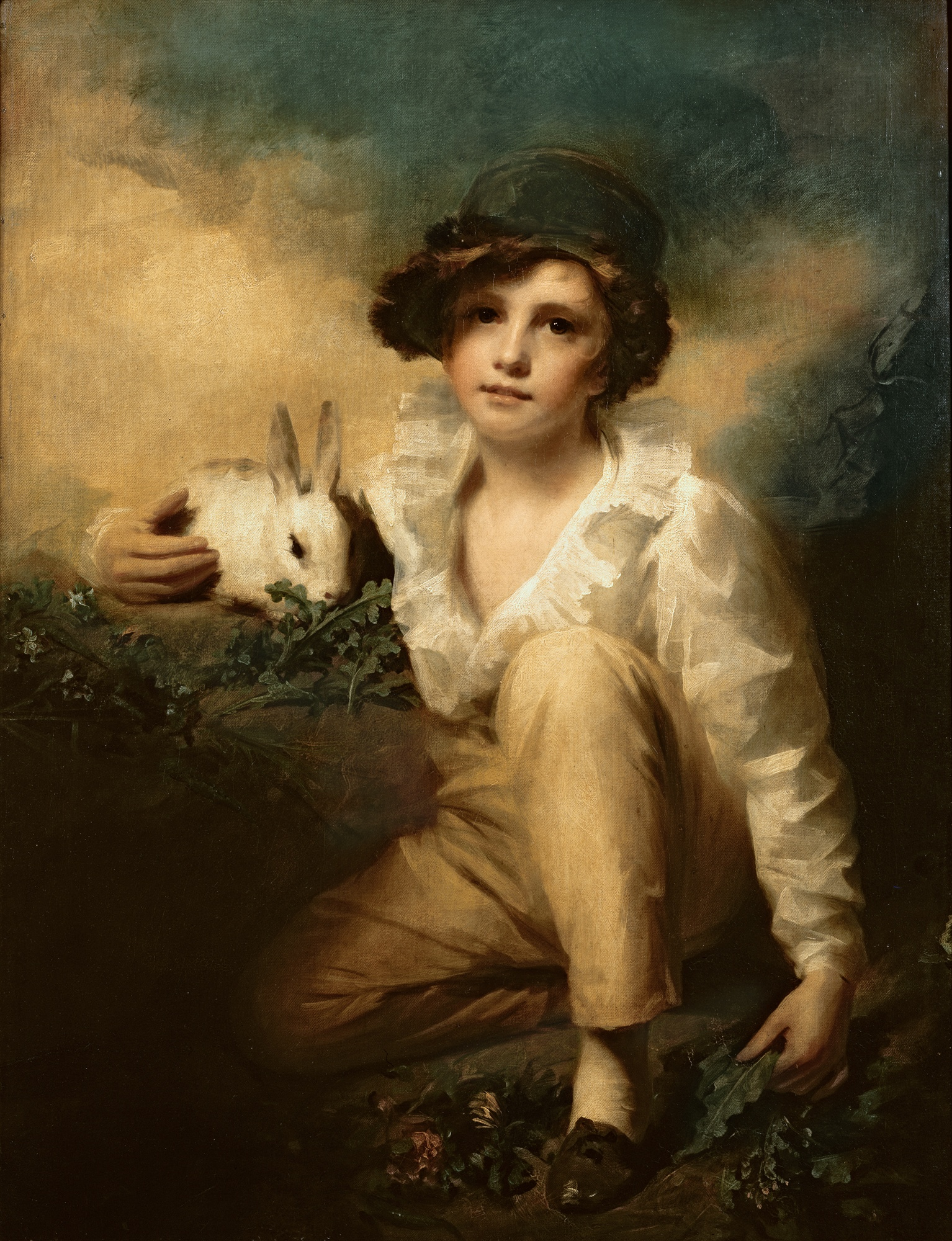
Junge mit Kaninchen, 1814, 101,6 × 78,8 cm, Royal Academy of Arts, London
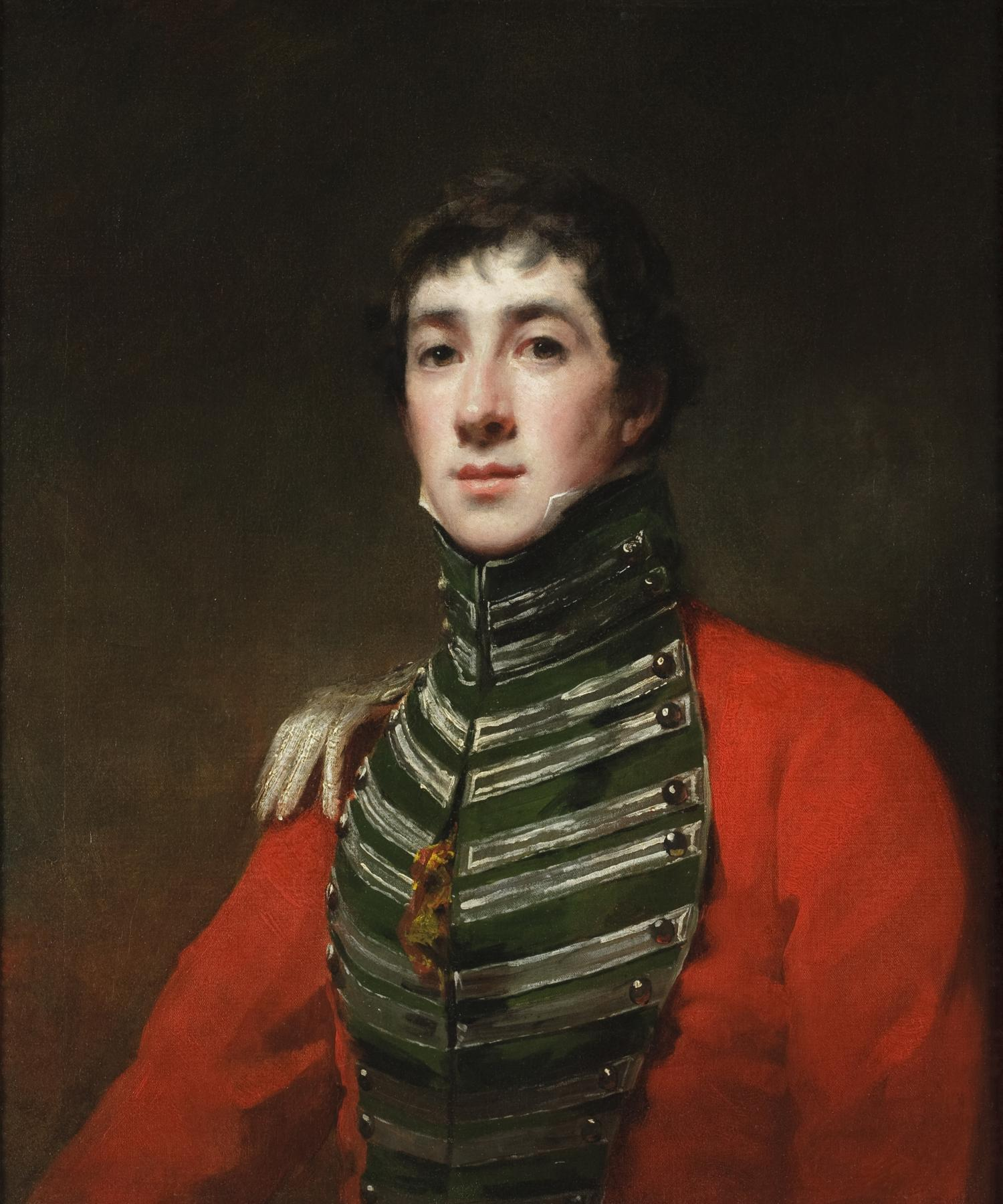
Captain Alexander Dirom, ca. 1816–17, Museum of the Shenandoah Valley
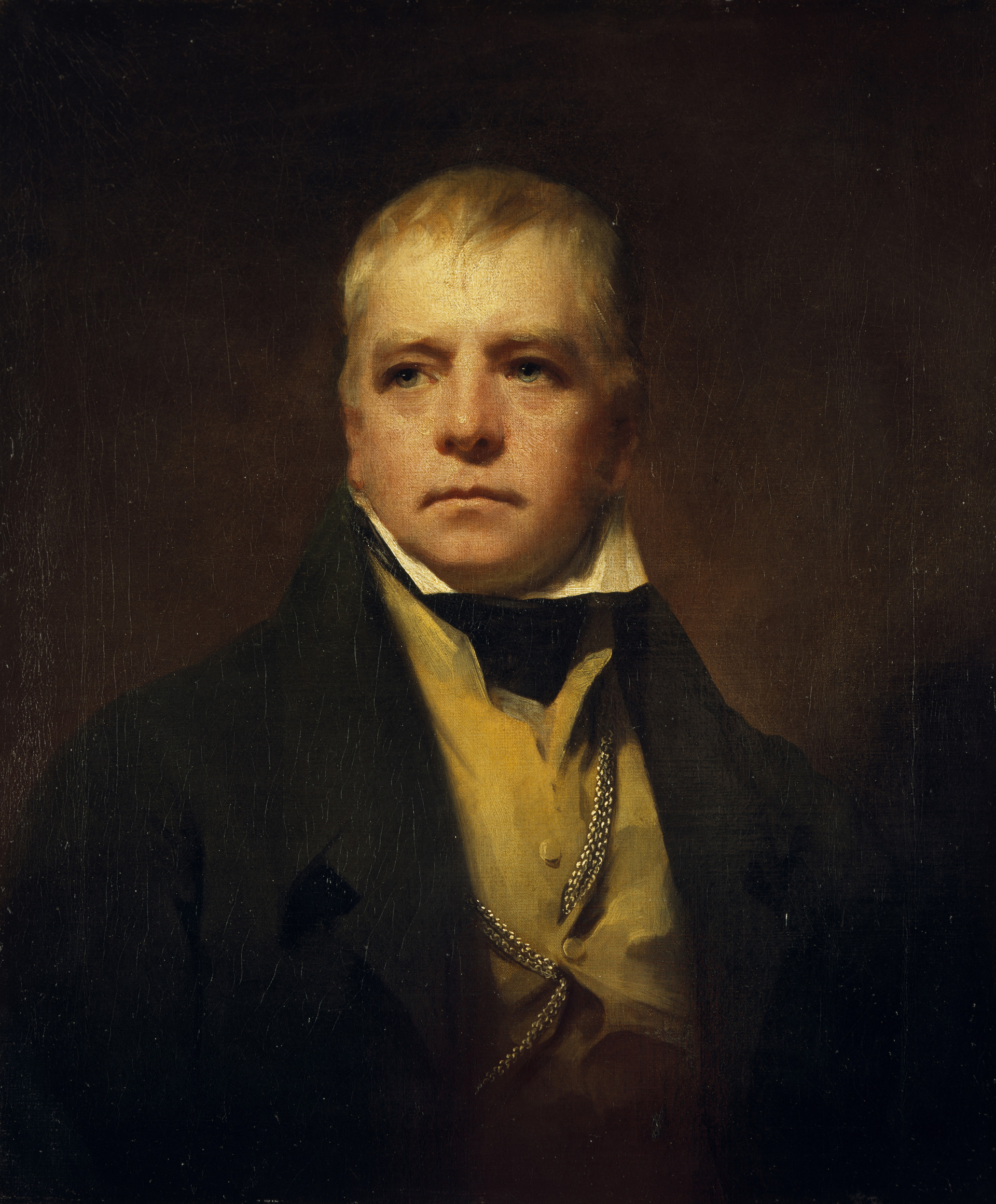
Sir Walter Scott, 1822, 76,2 × 63,5 cm